# Prêmio Godecharle
O Prêmio Godecharle é um prêmio concedido a artistas com menos de 35 anos, belgas ou residentes na Bélgica a pelo menos cinco anos provenientes de países da União Europeia.
A Fundação Godecharle foi fundada em 1871 por Napoléon Godecharle (1803-1875), que queria promover em memória de seu pai, o escultor Gilles-Lambert Godecharle, a formação e a carreira de jovens escultores, pintores e arquitetos belgas.
Ao final, a fundação organizou o concurso Godecharle.  Entre os ganhadores está Victor Horta, que recebeu reconhecimento internacional.

## Premiados
Ganhadores do Prêmio Godecharle após 1881.
| Ano  | Escultura                                      | Pintura                                                               | Arquitetura                                                                               |
| ---- | ---------------------------------------------- | --------------------------------------------------------------------- | ----------------------------------------------------------------------------------------- |
| 1881 |                                                | Eugène Broerman                                                       |                                                                                           |
| 1884 | Paul Du Bois                                   | Guillaume Van Strydonck                                               | Victor Horta                                                                              |
| 1887 | Égide Rombeaux                                 | José Dierickx                                                         | Michel De Braey                                                                           |
| 1890 | Victor Rousseau                                | Auguste Leveque                                                       | Adolphe Kockerols                                                                         |
| 1894 |                                                | Ernest Wante e Eduard Van Esbroeck                                    | Emile Lambot                                                                              |
| 1897 | Edward Deckers e Jacques Marin                 | Alfred Bastien                                                        |                                                                                           |
| 1900 | Paul Nocquet                                   | Philippe Swyncop                                                      | Paul Bonduelle                                                                            |
| 1903 | Charles De Brichy                              | Isidore Opsomer                                                       | Joseph Van Neck                                                                           |
| 1907 | Charles Collard                                | Joe English                                                           | Pol Berger                                                                                |
| 1910 | Marnix d'Haveloose                             | Pol Vandebroek                                                        | Arthur Smet                                                                               |
| 1913 | Alfred Courtens                                | François Pycke                                                        | Jean Hendrickx                                                                            |
| 1921 |                                                | Éliane de Meuse (por unanimidade)                                     |                                                                                           |
| 1924 | John Cluysenaar                                | Léon Navez                                                            | Antoine Courtens                                                                          |
| 1926 | Jeanne Louise Milde                            |                                                                       |                                                                                           |
| 1928 | Fernand Debonnaires                            | Taf Wallet                                                            | Victor Maeremans                                                                          |
| 1931 |                                                | Peter Colfs e Maurice Schelck                                         |                                                                                           |
| 1933 | Pol Van Esbroeck                               | Jean Vander Loo                                                       |                                                                                           |
| 1935 |                                                | Geert Reusens                                                         | Emile Demey e Renaat Braem                                                                |
| 1937 |                                                |                                                                       | Georges Lambeau                                                                           |
| 1939 | Elisabeth Barmarin                             | Gustave Camus                                                         |                                                                                           |
| 1941 | Albert Baisieux                                | Luc Peire                                                             |                                                                                           |
| 1943 | Lode Eyckermans                                | Maurits Van Saene                                                     | Clara Bourgonjon                                                                          |
| 1945 |                                                |                                                                       |                                                                                           |
| 1947 | André Hupet                                    |                                                                       |                                                                                           |
| 1949 | Rik Poot                                       | Jacques Lussie                                                        |                                                                                           |
| 1951 | Robert Coolens                                 |                                                                       |                                                                                           |
| 1953 |                                                |                                                                       |                                                                                           |
| 1955 | Christian Leroy                                |                                                                       |                                                                                           |
| 1957 | Jean-Pierre Ghysels                            | Jacqueline Desmare                                                    | Jean Wilfart                                                                              |
| 1959 | Pol Spilliaert                                 |                                                                       |                                                                                           |
| 1961 | Frans Van Den Brande                           | Solange François                                                      | Jean-Pierre Santenois                                                                     |
| 1963 |                                                | Karel Dierickx                                                        |                                                                                           |
| 1965 |                                                |                                                                       |                                                                                           |
| 1967 |                                                | Nathalie Van Lierde                                                   |                                                                                           |
| 1969 |                                                | Christine Teller                                                      | Johan Baele                                                                               |
| 1971 |                                                |                                                                       | Wim Mortelmans e Jean-Claude Herman                                                       |
| 1973 |                                                | Christian Rolet                                                       | Claude Leveque                                                                            |
| 1975 |                                                | Marianne Dock                                                         | Luke Vanhooren                                                                            |
| 1977 | Olivier Leloup                                 | Jacques 't Kindt                                                      |                                                                                           |
| 1979 | Eddy Walrave                                   | Herman Maes                                                           | Paul Robbrecht                                                                            |
| 1981 | Tom Frantzen                                   |                                                                       | Christian Kieckens                                                                        |
| 1983 | Vincent Rouseau e Lucie Sentjens               | Barthel Ritzen                                                        |                                                                                           |
| 1985 | Bart Decq                                      | Elsje Lemaire                                                         | Luc Van De Steene                                                                         |
| 1987 | Louis Halleux                                  | Daniel Colin                                                          |                                                                                           |
| 1989 | Bart De Zutter                                 | Gery De Smet                                                          | Martine De Maeseneer                                                                      |
| 1991 | Sven 't Jolle                                  | Nico De Gughtenaere                                                   |                                                                                           |
| 1993 | Robin Vokaer                                   | Stefan Annerel                                                        | Nathalie Vervenne                                                                         |
| 1995 | Alexandra Jacquet                              | Yves Lecomte                                                          |                                                                                           |
| 1997 | Christina Van Glabeke, Mario Ferretti (menção) | Katleen Vermeir, Xavier Martin (menção)                               | Peter Swinnken, Pierre Lemaire (menção)                                                   |
| 1999 | Alexis Remacle                                 | Sarah Walraet                                                         | Pierre Lemaire                                                                            |
| 2001 |                                                | Thijs Snauwaert                                                       | Vincent Callebaut e Caroline Voet                                                         |
| 2003 | Denis Mahin                                    | Stephan Balleux, Baptiste Colmant (menção), Vasken Mardikian (menção) | Leonard Gellegos, Evelyne Hamblok (menção), Cedric Libert (menção), Olivier Mylle(menção) |
| 2005 | Nick Ervinck, Cathy Weyders (menção)           | Boris Thiebaut, Chiel Lambrecht (menção), Vincent Verscheure (menção) | Pieter D'Haeseleer                                                                        |
| 2007 |                                                | Marie Zolamian                                                        | Kelly Hendriks                                                                            |
| 2009 | Steve Dehoux                                   | Anna-Maija Rissanen                                                   | Chloé Dewolf                                                                              |
| 2011 | Caroline de Sauvage                            | Lucie Flamant                                                         | Axel Clissen                                                                              |
| 2013 | Nel Bonte                                      | Pierre Maurcot                                                        | Sven Schenk                                                                               |
| 2015 | Ronja Schlickmann                              | Hadrien Bruyaux                                                       | Evelyne Baeten                                                                            |
| 2017 | Conrad Willems                                 | Charlotte Flamand                                                     | Wouter Verstraete                                                                         |

## Leituras Futuras
- LES CONCOURS GODECHARLE ONT CENT ANS 1881-1981. 1981.
- New York Public Library. Art and Architecture Division. Bibliographic guide to art and architecture. G. K. Hall., 1977.